# Personaggi di Batman: Arkham
Questa voce raggruppa tutti i personaggi principali della serie di videogiochi Batman: Arkham, sviluppati da Rocksteady Studios e pubblicati da Warner Bros. Interactive a partire dal 2009.

## Protagonisti

### Batman
Batman è il protagonista della serie, in cui compare fin dal primo capitolo. Dietro la maschera, si nasconde il miliardario filantropo playboy, Bruce Wayne, proprietario della Wayne Enterprises. 
Doppiatore: Kevin Conroy (inglese), Marco Balzarotti (italiano).

### Barbara Gordon
Barbara Gordon è la figlia del commissario James Gordon ed è di supporto a Batman tramite comunicazione radio.
Doppiatrice: Kimberly Brooks (inglese), Debora Magnaghi (italiano).

### James Gordon
James Gordon è il commissario di polizia di Gotham City. In Batman: Arkham Asylum si reca all'omonimo manicomio per assistere all'incarcerazione del Joker, ma viene preso in ostaggio da Harley Quinn.
Doppiatore: Tom Kane (inglese), Mario Scarabelli (italiano)

### Alfred Pennyworth
Alfred Pennyworth è il fido maggiordomo di Bruce Wayne ed è di supporto a Batman tramite comunicazione radio. In Batman: Arkham Origins compare anche fisicamente nella Batcaverna.
Doppiatore: Martin Jarvis (inglese), Cesare Rasini (italiano).

### Catwoman
Catwoman è un'alleata di Batman ed il suo principale interesse amoroso, sebbene egli si mostri freddo e distaccato con lei. È un personaggio giocabile in Batman: Arkham City e Batman: Arkham Knight.
Doppiatrice: Grey DeLisle (inglese), Cinzia Massironi (italiano).

### Robin
Robin è il fedele alleato di Batman. In Batman: Arkham City salva il suo mentore dalle assassine della lega di Ra's al Ghul e controlla quali ospedali di Gotham City hanno ricevuto il sangue infetto del Joker.
Doppiatore: Troy Baker (inglese), Davide Albano (italiano).

## Antagonisti

### Principali

#### Joker
Il Joker è considerato l'antagonista principale dell'intera saga di Batman: Arkham apparendo come nemico principale di Batman: Arkham Asylum e Batman: Arkham Origins ed uno dei due antagonisti principali di Batman: Arkham City e, sotto forma di allucinazione, di Batman: Arkham Knight. Il clown è la nemesi di Batman anche in questo universo e, così come nei fumetti, è l'assassino di Jason Todd (o presunto tale: infatti il ragazzo è stato mantenuto in vita e torturato, sia psicologicamente che fisicamente, per anni dal Joker nel manicomio di Arkham), colui che ha reso la psicologa Harleen Quinzel la folle Harley Quinn e che ha paralizzato Barbara Gordon.
Nel primo gioco il suo piano è quello di infettare Batman con il Titan, ma, non riuscendoci, si espone da solo alla forma modificata del Venom. Ripresosi svilupperà una malattia sanguigna che lo porterà a morire dinanzi agli occhi di Batman nel gioco successivo, non dopo, però, aver ucciso l'amata di Batman (Talia al Ghul). Nel prequel si scopre che anche in questa versione era Cappuccio Rosso e assolda 8 mercenari per uccidere Batman fingendosi Maschera Nera. Nel capitolo finale il Joker segue Batman in tutto il gioco sotto forma di "fantasma" dovuto al gas di Crane e a ciò che è rimasto del suo sangue in Batman. Il suo scopo da morto è quello di prendere il controllo del corpo di Batman, cosa che sembra riuscire a realizzare grazie alla tossina dello Spaventapasseri, ma che viene debellata da Batman che affronta nella battaglia finale il clown nella sua stessa mente.
Il Joker in Arkham City collabora con Clayface che si finge il folle criminale in modo da apparire sano dinanzi ai suoi uomini e per imbrogliare Batman. È lo stesso clown, a fine gioco, a rivelare la verità affermando che Batman è cascato di nuovo al trucco del falso Joker. Quando morirà facendo cadere siero dalle mani di Batman dopo averlo accoltellato, il suo corpo sarà trasportato da un triste e silenzioso Batman dinanzi a tutti i criminali di Arkham City e ad una disperata Harley Quinn. Ironicamente, nel cinema in cui è morto, era stato scritto il titolo Joker l'Immortale. Le dinamiche della sua morte sono inoltre anticipate nella primissima scena di gioco tramite il dipinto di Caino che porta il cadavere di Abele.
Gli unici giochi in cui è assente sono i giochi mobili non in continuity Batman: Arkham Origins (che non ha nemmeno una vera e propria trama e che uscì solo per pubblicizzare il gioco per console) e in Batman: Arkham Underworld. In Batman: Arkham VR compare solo alla fine rivelandosi anche in questo caso il vero antagonista principale essendo stato lui, impadronitosi del corpo di Batman, ad uccidere Dick Grayson. Il gioco è però solo un sogno collocato non chiaramente dopo Arkham City (probabilmente qualche tempo prima di Arkham Knight).
Nell'universo di gioco usa spesso lo pseudonimo di Jack White come nel DLC "Questione di Famiglia" di Arkham Knight. Tramite alcuni nastri è possibile scoprire la storia del Seagate Amusement Park in cui è ambientato il DLC: Jack White venne presentato al suo costruttore (Edward Burke) da Harley Quinn, una sua vecchia amica. Jack aiutò l'uomo a costruire il parco per sua figlia Katie che era gravemente malata. Quando Amanda Young e il Joker iniziarono a studiare il Titan, decisero di usare la povera Katie come prima cavia spacciando il clown per un dottore. Nonostante ciò la cavia rispose negativamente al test morendo in maniera atroce. La morte della ragazzina distrusse suo padre, Edward, che cedette il parco al Joker (ancora non conoscendo la sua vera identità) per poi uccidersi con delle pasticche che gli aveva procurato lo stesso pagliaccio principe del crimine.
In Arkham Knight vi sono quattro infetti del suo sangue oltre Batman: Johnny Charisma (il più simile al clown fisicamente, ha ereditato il lato teatrale e comico del Joker), Christina Bell (l'unica donna che ha ereditato il lato dell'ossessione per Batman del criminale), Albert King (che ha il lato idrofobo di Joker) ed infine Henry Adams. Quest'ultimo è probabilmente il più interessante: ad inizio gioco appare essere immune al sangue del Joker tanto che Batman vuole usarlo per creare una cura, ma dopo lo scontro con Harley Quinn negli studi cinematografici si trasforma anche lui uccidendo gli altri infetti essendo, a suo parere, il migliore. Nonostante ciò, appena capisce che anche Batman è infetto, si suicida riconoscendo in lui il miglior Joker possibile. Henry ha tratto dal Joker il suo lato manipolativo e la sua furbizia.
Joker è giocabile come personaggio DLC in Batman: Arkham Asylum (e nella versione rimasterizzata), in Batman: Arkham Origins per un breve segmento nella storia e in modalità multiplayer ed infine in Batman: Arkham Knight verso il finale del gioco. Ciò rende Joker il villain giocabile in più capitoli ed uno dei personaggi più giocabili in generale dopo, ovviamente, Batman ed assieme a Dick Grayson.

#### Ra's al Ghul
Ra's al Ghul è invece l'altro antagonista principale di Batman: Arkham City. È infatti colui che tira le fila della città-prigione e di Hugo Strange che non è altri che un burattino nelle sue mani, completamente sicuro del suo "maestro".
Nell'universo di gioco, Ra's è il capo della Lega degli assassini da secoli, ma con lui la Pozza di Lazzaro inizia a non avere più effetto come un tempo e, comunque, ad ogni riutilizzo è sempre più folle. Proprio per questo è deciso a farsi uccidere da Batman per farlo divenire il suo successore arrivando anche a minacciare la vita di sua figlia, Talia al Ghul, amata dal Cavaliere Oscuro.
Batman in Arkham City scopre che nelle rovine di Wonder City si nasconde la Lega degli assassini. Intenzionato a trovare la Pozza di Lazzaro in modo da permettere a Mr. Freeze di terminare la cura per se stesso e per il Joker, si reca nelle rovine della città affrontando i vari assassini e lo stesso Ra's.
L'ecoterrorista ricomparirà durante l'incontro finale tra Batman e Hugo Strange rivelandosi la mente dietro gran parte degli eventi del gioco. Nonostante la sua lealtà, Ra's ucciderà Hugo che però attiverà il Protocollo 11 facendo saltare in aria la torre dove si trovavano lui, Batman ed il capo della Lega. A questo punto Batman si getterà giù afferrando Ra's per salvarlo, ma questi s'inflizerà da solo per uccidere la sua nemesi con lui, apparentemente, morendo. Nonostante ciò se si torna nel luogo della sua morte successivamente il suo corpo sarà scomparso.
Pur non comparendo in Arkham Origins viene citato nella bio di Lady Shiva implicando che ella lavori per la Lega. In Arkham Asylum invece appare solo il suo cadavere che sbloccherà un trofeo di Enigmista.
Ricompare in Batman: Arkham Knight nel DLC La stagione dell'infamia. In questo contenuto aggiuntivo si può scegliere se far morire Ra's o salvarlo.

#### Spaventapasseri
Lo Spaventapasseri funge da nemico secondario di Batman: Arkham Asylum attaccando il Cavaliere Oscuro con la sua tossina numerose volte prima di essere apparentemente ucciso da Killer Croc. In Arkham City possono però essere ascoltati dei suoi messaggi cifrati che anticipano il suo ritorno come nemico principale di Arkham Knight. Nell'ultimo capitolo della saga, Crane progetta la sua vendetta nei confronti di Batman aiutato da tutti i criminali di Gotham eccetto Poison Ivy, in particolare dal Cavaliere di Arkham e Deathstroke.
Tra Arkham Asylum e Arkham Knight subisce un restyle radicale. Oltre ad avere un costume diverso (che non lascia nessuna parte del suo corpo scoperta al contrario del precedente) non ha più una maschera. Infatti la faccia che ha nel capitolo finale è la sua dopo le mutilazioni subite da Killer Croc nel primo capitolo. Sempre per colpa di Croc è rimasto zoppo ad una gamba.
A differenza dei fumetti, nel gioco Crane utilizza un guanto simile a quello di Freddy Krueger per iniettare la sua tossina nelle vittime anche se utilizza anche la forma gassosa classica.
Pur non comparendo in Arkham Origins, il suo nome (Jonathan Crane) può essere letto nell'elenco dei visitatori di Blackgate implicando fosse ancora uno psicologo all'epoca. In Arkham City vi sono numerosi riferimenti al personaggio tra cui una sua vittima, la sua maschera e delle sue registrazioni criptate che anticipano gli eventi di Arkham Knight.
Il suo design in Arkham Asylum è stato ben accolto dal pubblico divenendo iconico e comparendo anche in Injustice: Gods Among Us con questo aspetto. Nonostante ciò nel sequel del gioco ha ricevuto un design originale per esso.
Il suo piano di smascherare Batman in Arkham Knight riesce e porta Bruce a simulare la sua morte. Nonostante ciò diviene vittima di una grande dose della sua stessa tossina rimanendo, probabilmente per sempre, vittima delle sue più grandi paure. Sempre nel finale è tradito dal suo alleato numero uno, il Cavaliere di Arkham.

#### Cavaliere di Arkham
Il Cavaliere di Arkham è l'antagonista titolare di Arkham Knight. Nel gioco la sua identità è un segreto fino agli ultimi atti del gioco in cui si scopre che non è altri che Jason Todd (mai ucciso sul serio dal Joker) in cerca di vendetta nei confronti di Batman.
Nel fumetto prequel Batman: Arkham Knight Genesis si scopre che fu manipolato dal Joker con l'aiuto di Harley (che lo battezzò con il nome che userà poi più avanti ossia il Cavaliere di Arkham) e degli altri criminali di Arkham e che venne salvato da Deathstroke che era stato in realtà assoldato dal Joker per ucciderlo (anche se, più avanti, Joker gli dirà che non era mai stata quella la sua intenzione anche se non è chiaro se lo dica per manipolarlo o no). Proprio assieme a Slade progetta la sua vendetta nei confronti del Cavaliere Oscuro, una vendetta condivisa con lo Spaventapasseri e gli altri criminali di Gothan.
A fine gioco Jason, però, si redimerà salvando Bruce da Crane e divenendo il vigilante Cappuccio Rosso. È l'assassino di vari criminali come l'Acchiappatopi, Killer Moth, Catman, Blockbuster e Roman Sionis.
Nel pacchetto DLC di Cappuccio Rosso in Arkham Knight è possibile giocarlo così come nelle mappe sfida. Ha a disposizione anche una skin alternativa oltre a quella di Cappuccio Rosso, ossia proprio la skin del Cavaliere di Arkham.

#### Deathstroke
Slade, oltre che come antagonista principale del dopostoria di Arkham Knight, ha il ruolo di mercenario principale dopo Bane in Arkham Origins. La sua bossfight è definita una delle più ardue dai fan.
In Arkham Knight Genesis si scopre che fu lui a salvare Jason Todd dal manicomio di Arkham invece che ucciderlo come ordinatogli dal clown. Da quel momento l'uomo divenne il principale alleato del Cavaliere di Arkham operando con lui per anni fino alla notte di Arkham Knight.
Tramite DLC è possibile giocare nei suoi panni in Batman: Arkham Origins.

#### Harley Quinn
Harley Quinn ha un ruolo di spicco anche nella saga di Arkham essendo il braccio destro e la fidanzata del Joker come nei fumetti e nella serie animata.
È, probabilmente, il personaggio con più costumi diversi della saga: in Arkham Asylum ha un vestito da infermeria a cui affianca la sua mascherina; in Arkham City ha un design più "da strada" con vestiti di pelle rossi e neri e vari tatuaggi (gli scagnozzi affermano che veste così per dimostrare a Joker di essere forte); nel DLC La vendetta di Harley Quinn appare invece vestita in lutto con un velo nero e colori più spenti; in Arkham Origins appare solo nelle sue vesti civili da psicologa; in Arkham Knight compare con un vestito simile a quello di City senza però i tatuaggi ed infine, nel DLC di Batgirl, compare con il suo costume classico.
Da notare che Harleen prima di essere Harley Quinn, nell'universo videoludico, non fosse una psicologa di Arkham bensì del carcere di Blackgate in cui viene rinchiuso Joker in Batman: Arkham Origins.
Tramite un DLC disponibile tramite il preordine, Harley Quinn risulta giocabile in Batman: Arkham Knight.

#### Poison Ivy
Poison Ivy appare come nemico di spicco in Arkham Asylum e come prima nemico e poi alleato di Catwoman in Arkham City. In entrambi i giochi combatte con le sue piante giganti ed i suoi "zombie". Nel capitolo finale invece si allea con Batman per fermare Spaventapasseri sacrificandosi per la città.

#### Bane
Bane è l'antagonista secondario di Batman: Arkham Origins nonché il personaggio con più bossfights nel gioco. È qui che acquisisce il suo aspetto più animalesco del solito per colpa del TN-1, poi estratto dal suo sangue in Arkham Asylum dal Joker e dalla dottoressa Penny Young. Compare in tutti i giochi principali della saga tranne che in Arkham Knight, anche se il suo costume può essere trovato.
Bane è giocabile nella modalità multiplayer di Batman: Arkham Origins.

#### Enigmista
Edward Nashton detto E. Nigma è un antagonista ricorrente in tutti i capitoli principali della saga anche se in nessuno di essi ha effettivamente un ruolo nella trama. È colui che ha nascosto i vari trofei collezionabili in modo da sbloccare mappe o altri extra.
Nel primo gioco appaiono solo i trofei mentre nel secondo capitolo viene visto per la prima volta in carne ed ossa. Nonostante ciò lo si potrà affrontare direttamente solo in Arkham Knight dopo aver completato la sua sfida, in team con Catwoman precedentemente rapita dal criminale.

#### Due Facce
Due Facce è l'antagonista principale della storia di Catwoman in Arkham City ed un antagonista minore in Arkham Knight. Nei giochi non viene mai affrontato da Batman da solo, ma solo da Catwoman, da Bruce in team con Nightwing o da Robin.
Oltre al solito lato sfregiato con l'acido viene anche sfregiato da Catwoman con i suoi artigli, in modo simile al Carmine Falcone fumettistico, quasi a rendere questa versione del personaggio più una nemesi per la ragazza più che per il cavaliere oscuro.

### Secondari

#### Maschera Nera
Maschera Nera era il finto antagonista principale di Arkham Origins (per tutto il tempo infatti si trattava di Joker) ed è un potente boss mafioso. Nei giochi viene descritto quasi come paranoico avendo vari scagnozzi che si fingono lui in modo da non esporlo a minacce. In Arkham City riesce a sfuggire dalla città-prigione. Troverà la morte per mano di Jason Todd nel DLC di Cappuccio Rosso dell'ultimo capitolo videoludico.
Curiosamente nel secondo capitolo il suo design differisce completamente da quello del prequel e di Arkham Knight, avendo un Sionis più fedele ai fumetti e con la maschera oramai attaccata alla sua pelle. In Arkham Origins Blackgate è uno degli antagonisti principali essendo a capo della sua zona di carcere.

#### Victor Zsasz
Victor Zsasz è serial killer sociopatico che compare in Arkham Asylum e Arkham City. Nel primo gioco è detenuto ad Arkham e Batman si ritroverà ad affrontarlo due volte nel corso della trama. In entrambi i casi prenderà un ostaggio che il Cavaliere Oscuro dovrà salvare. Nel secondo gioco è antagonista della missione secondaria "Al telefono con l'assassino". Giocherà con l'eroe al telefono, sfidandolo a rispondere in tempo prima che uccida una vittima. Durante le telefonate Zsasz racconterà degli aneddoti della sua storia; Batman dovrà localizzare il segnale da cui proviene la chiamata, per poter fermare il pazzo e liberare gli ostaggi. Non è possibile cercarlo mentre si utilizza Catwoman, poiché lei afferma che, fra tutte le persone di Arkham City, Zsasz è l'unico che le mette i brividi. Doppiatore: Danny Jacobs (inglese), Claudio Beccari (italiano).

#### Hugo Strange
Hugo Strange è uno psichiatra a capo del progetto di Arkham City nel secondo capitolo. Il suo obiettivo era quello di purificare il mondo dal crimine assieme al suo maestro, Ra's al Ghul. Nei giochi è uno dei pochi criminali a conoscere la vera identità di Batman. Il Cavaliere Oscuro fino alla parte finale del gioco non conosce il suo collegamento con la Lega degli Assassini, ma viene a saperlo dopo l'attivazione del "Protocollo 10". Hugo verrà però ucciso dal suo stesso maestro, ma, prima di morire, attiverà il "Protocollo 11" nella speranza di uccidere sia il traditore che Bruce.
Compare anche in Arkham City Lockdown assoldando Slade per avere informazioni su Batman anche se il gioco non è in continuity.

#### Clayface
Basil Karlo/Clayface compare in un cameo in Arkham Asylum e nel finale di Arkham City. Nel primo gioco appare chiuso nella sua cella intento ad impersonare prima l'agente Cash, poi il direttore Sharp e infine il commissario Gordon. Il tutto nella speranza che qualcuno caschi nel suo tranello e lo liberi. Batman smaschererà il supercriminale argilloso grazie alla modalità detective che gli permetterà di vedere che il falso Cash/Sharp/Gordon è privo dello scheletro. In Arkham City impersona il Joker sotto richiesta di quest'ultimo per aiutarlo nella conquista del controllo di Arkham City e per ingannare Batman sul suo stato di salute. Doppiatore: Rick D. Wasserman (inglese).

#### Uomo Calendario
Julian Day/Uomo Calendario è un nemico minore di Batman, ossessionato, come dice il nome, dal calendario e le sue date. In Arkham City è stato rinchiuso da Due Facce in una cella sotto il tribunale, dopo aver rifiutato di entrare nella sua banda. Nel prequel Arkham Origins, fa un cameo nella primissima fase del videogioco. Inizialmente appare come condannato a morte, ma poi viene liberato dal Joker per "giustiziare" il commissario della polizia corrotto Gillian B. Loeb. Nell'ultimo capitolo della saga, Arkham Knight, si trova in mezzo alla folla di giornalisti radunatasi di fronte Villa Wayne durante il finale aggiuntivo riguardante il Protocollo Knightfall. Doppiatore: Maurice LaMarche (inglese), Lorenzo Scattorin (italiano).

#### Hush
Thomas Elliot/Hush è un rinomato chirurgo e vecchio amico d'infanzia di Bruce Wayne che compare in Arkham City e Knight. Nel primo gioco in cui compare è antagonista della missione secondaria "Furto d'identità": dopo aver ucciso e strappato parti di viso dalle sue vittime, crea e si impianta chirurgicamente una faccia identica a quella di Bruce Wayne, facendone ricadere la colpa dei suoi omicidi. In Arkham Knight Thomas Elliot è l'antagonista della missione secondaria "Amico in difficoltà". Dopo aver assunto le sembianze di Bruce Wayne ed essere fuggito da Arkham City, andrà alla Wayne Tower, dove prima cercherà di rubare tutti i soldi di Bruce, prendendo poi in ostaggio Lucius Fox. Batman dovrà andare alla Wayne Tower e salvare il suo amico. Doppiatore: Kevin Conroy (inglese), Claudio Colombo e Marco Balzarotti (italiano).

## Personaggi originali

### Aaron Cash
La guardia del carcere più popolare e stimata; Killer Croc anni addietro gli mozzò e divorò una mano, che lui sostituì con un uncino.
Durante la rivolta organizzata da Joker in Arkham Asylum rischia varie volte di rimanere ucciso dagli uomini del clown, venendo prontamente salvato da Batman. 
In Arkham City è a capo del gruppo medico che si occupa di assistere i feriti della città-prigione; viene rapito assieme al suo team dall'Enigmista e portato nel rifugio del folle criminale, dove è sottoposto a una brutale tortura, venendo nuovamente liberato grazie all'intervento del Cavaliere Oscuro.
In Arkham Knight è promosso a vice-commissario e si occupa di informare Batman delle missioni secondarie. Dopo l'attivazione del Protocollo Knightfall e l'elezione di James Gordon a sindaco di Gotham City, Cash diventa il nuovo commissario di polizia.

### Frank Boles
Frank Boles era una delle guardie carcerarie del manicomio in Batman: Arkham Asylum. Dopo la fuga di Joker, va alla sua ricerca assieme ad altre due guardie, in seguito da lui uccise poiché corrotto dal nemico di Batman. Viene ritrovato da quest'ultimo legato e ucciso da Joker, non fidandosi di un ex poliziotto.

### Penelope Young
Penelope Young era una scienziata nel manicomio di Batman: Arkham Asylum. Lei studiò e creò il Titan, sostanza che se iniettata rende temporaneamente inumanamente robusti e forti fisicamente, sostanza di cui è dipendente Bane e che proverà anche Joker alla fine dell'omonimo titolo.

### Quincy Sharp
Quincy Sharp è il direttore del manicomio in Batman: Arkham Asylum, il quale viene catturato e poi liberato da Batman nell'omonimo titolo. Completate la ricerca degli indizi riguardanti Amadeus Arkham, primo fondatore di tale manicomio, si scopre che Sharp è impazzito credendo di essere lo stesso spirito del defunto. Ricompare in Arkham City come sindaco di Gotham, manipolato da Hugo Strange, così da permettere l'apertura della prigione di Arkham, da cui poi avranno inizio le vicende di tale titolo. 